# Pension Jonas
Pour plus de détails, voir Fiche technique et Distribution.
Pension Jonas est un film français réalisé par Pierre Caron et sorti en 1942.

## Synopsis
Barnabé Tignol, clochard de son état, a élu domicile dans le ventre de la baleine empaillée du Muséum où il côtoie les animaux du zoo. Bien placé, il favorise les amours de la charmante Blanche-Marie et d'un étudiant accessoirement vicomte. De plus, une bande de voleurs veut s'emparer  de l'œuf millénaire rapporté du Tibet par l'excentrique professeur Tipule. 

## Fiche technique
- Titre : Pension Jonas
- Réalisation : Pierre Caron
- Scénario : d'après le roman de René Thévenin (Barnabé Tignol et sa baleine)
- Photographie : René Colas
- Son : Louis Perrin
- Décors : Jean Perrier et Ivan Lochakoff
- Musique : Bruno Coquatrix
- Montage : Alexandre Ouralsky
- Production : Films Orange
- Pays d'origine :  France
- Genre : Comédie
- Durée : 98 minutes
- Date de sortie : France - 6 mars 1942

## Distribution
- Pierre Larquey
- Suzanne Dehelly
- Irène Bonheur
- Raymond Aimos
- Jacques Pills
- Alice Tissot : Rosa
- André Nicolle
- Albert Malbert
- Sinoël
- Georges Paulais
- Georges Bever
- Pierre Labry
- Alfred Pasquali : professeur Tipule